# Autoroute A430 (France)
L’autoroute A430 est une autoroute située en France dans le département de la Savoie en région Auvergne-Rhône-Alpes.
Longue de 15 km, l'autoroute relie l'autoroute A43 à Albertville et se prolonge dans la vallée de la Tarentaise sur la RN 90, aménagée en 2 × 2 voies jusqu'à Moûtiers.
Son ouverture a lieu en 1991 en prévision des Jeux olympiques d'hiver de 1992 à Albertville. Bien que sa référence soit A43 dans les dossiers portant sur sa réalisation, elle portera finalement la référence A430 à son inauguration, la construction de l'Autoroute de la Maurienne ayant déjà été décidée à cette date. De plus, à son ouverture, le premier barreau pour la Maurienne, jusqu'à Aiton, est mis en service simultanément. Il s'agit d'une autoroute à péage concédée à l'AREA.

## Caractéristiques
- Longueur : 15 km
- Autoroute à péage
- 2 × 2 voies

## Sorties

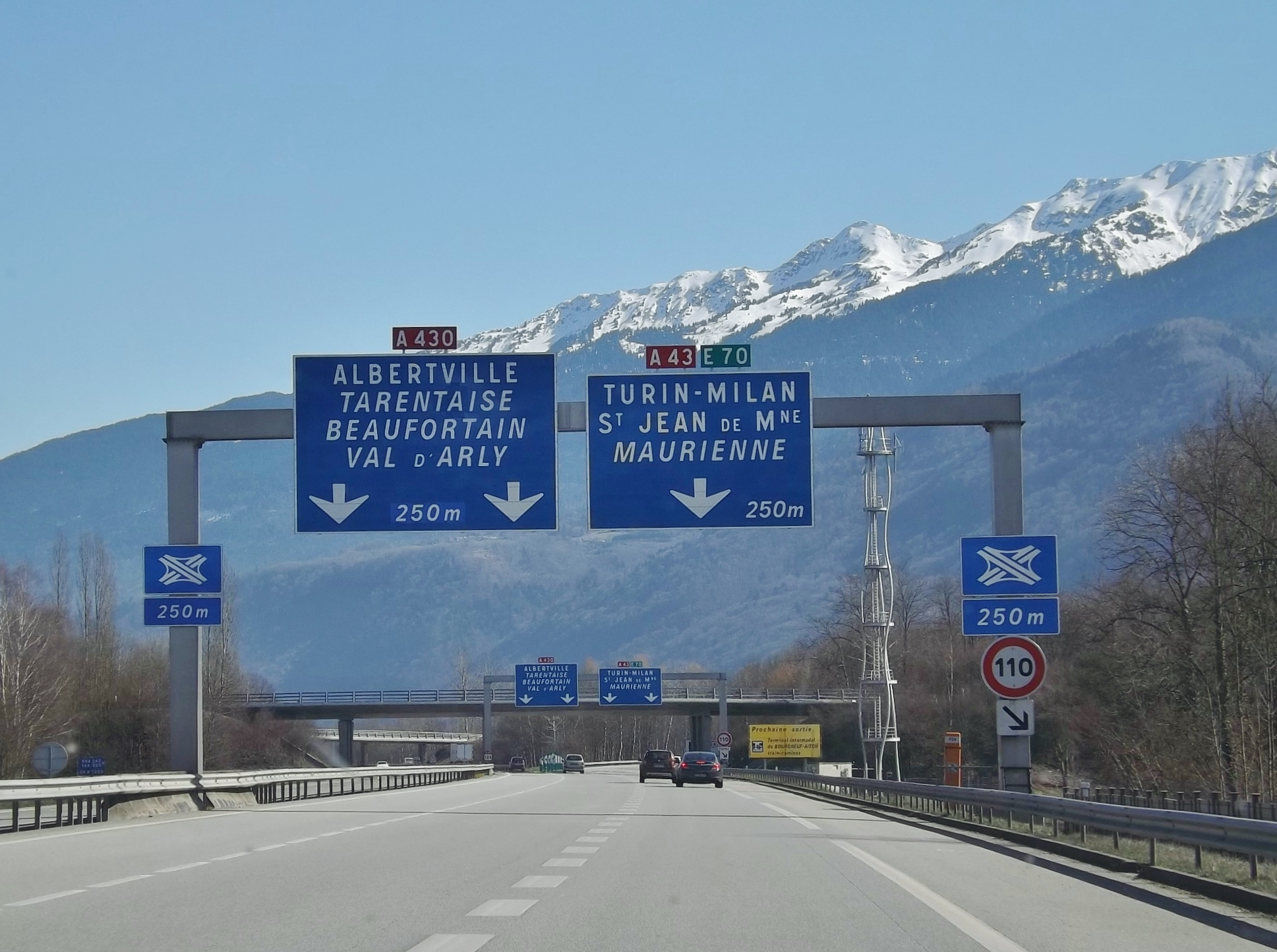
La séparation des autoroutes A430 et A43 au pied du massif de la Lauzière.

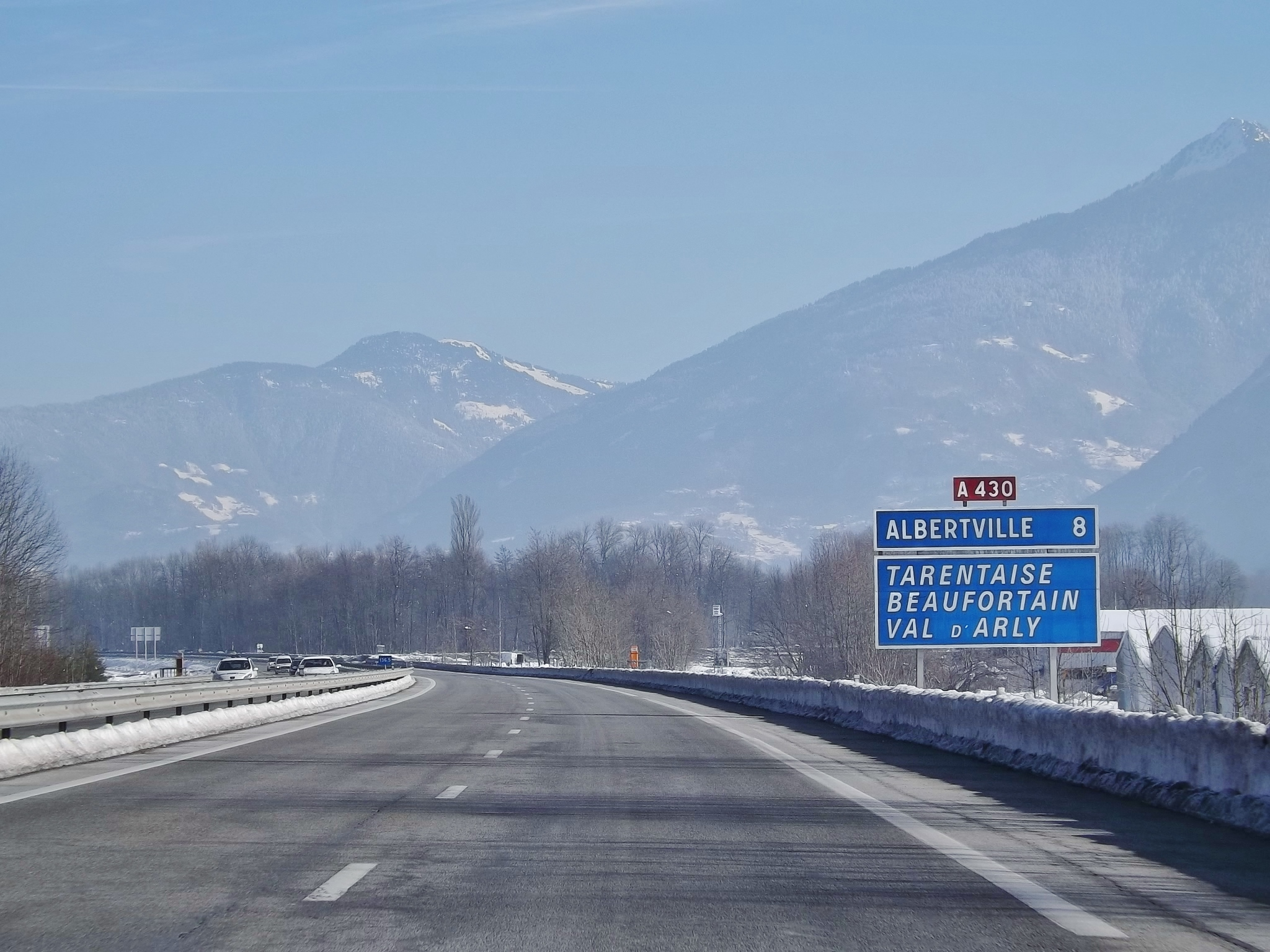
Indication des vallées desservies sur l'autoroute à l'approche d'Albertville.

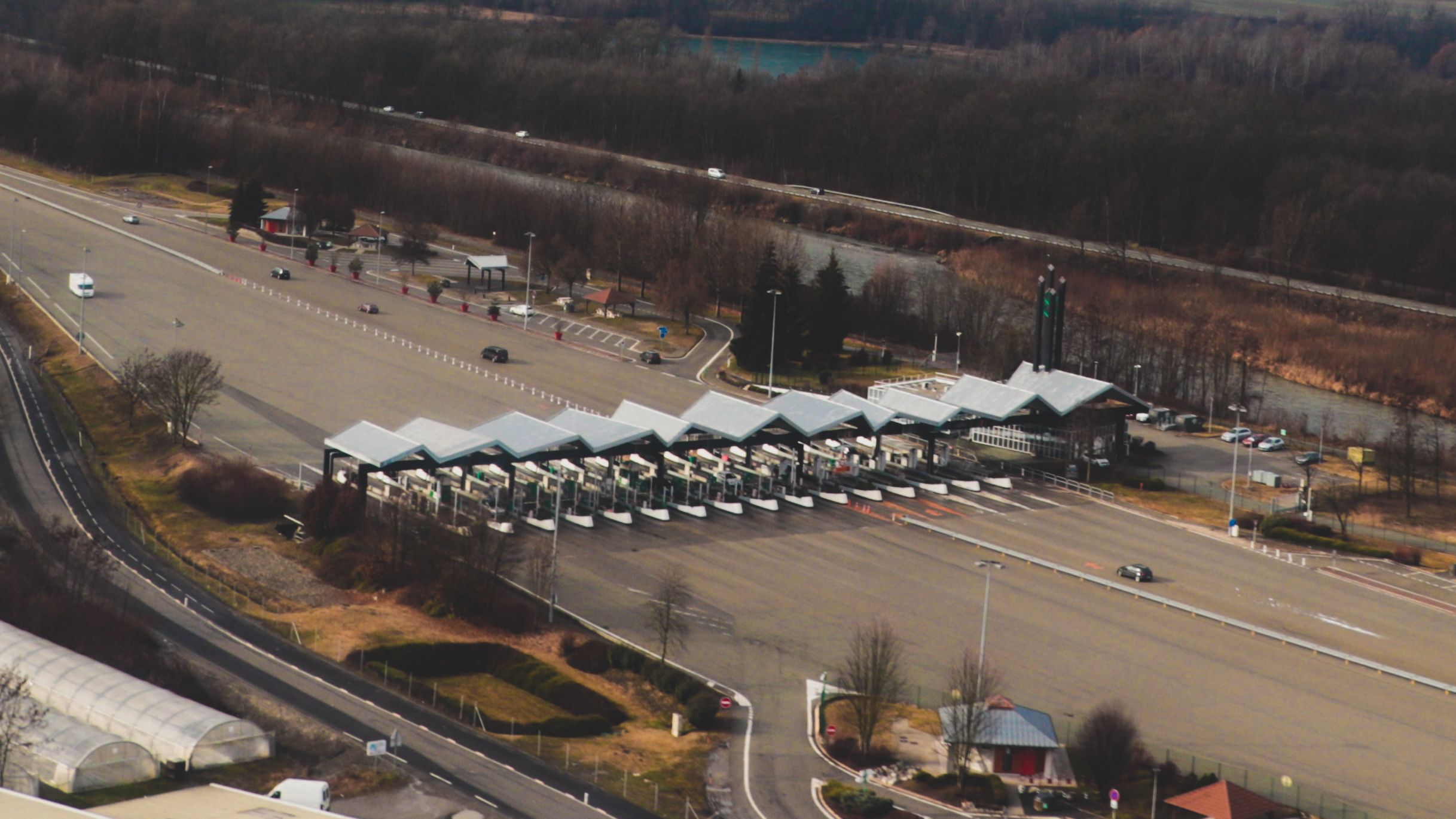
Péage de Sainte-Hélène-sur-Isère.

Les sorties (autoroute A430 + nationale 90) sont :

### A430
Section concédée à AREA et payante.
- Échangeur entre A43 et A430 à 0 km : Grenoble, Lyon, Chambéry, Turin, Milan par Tunnel du Fréjus, Maurienne, Saint-Jean-de-Maurienne
  -   2 × 2 voies et limitation à 130 km/h
  -  et limitation à 130 km/h
  -  et limitation à 90 km/h
- Péage de Saint Hélène Sur Isère
  -  et limitation à 130 km/h
- 24 Sainte-Hélène-sur-Isère à 10 km : Sainte-Hélène-sur-Isère, Frontenex (demi-échangeur ; de et vers l'A43)

  A430 devient RN 90

### RN 90
- 25 : Frontenex (demi-échangeur)
- 26 : Mercury, Grignon, Gilly-sur-Isère
- 27 : Albertville, Centre Commercial
- 28 : Albertville-Ouest, Hôpital, Parc olympique
- 29 : Grignon, Quartier Albertain ; Rue Pasteur
- 30 : Albertville-Centre, Ugine, Val d’Arly par RD 1212, Annecy, Megève
- 31 : Albertville-Est, Cité de Conflans
- 32 : Tours-en-Savoie
- 32b : ZI.La Bathie
- 33 : La Bathie Centre, Esserts Blay
- 34 : La Bathie-Langon/Arbine
- 35 : Cevins, Saint-Paul-sur-Isère
- 35.1 : Cevins
- 36 : Feissons-sur-Isère, Col de la Madeleine
- 37 : La Léchère, Valmorel
- 38 : Aigueblanche, Valmorel
- Tunnel de Ponserand - Doublement en projet
- 39 : Moûtiers-Nord, Z.A. des Salines
- 40 : Val Thorens, Les Menuires, Saint-Jean-de-Belleville, Saint-Martin-de-Belleville

 fin de route pour automobiles
- 41 : Val Thorens, Les Menuires, Bozel, Courchevel, Méribel
- : Pomblière, Z.C. La Saulcette
- : Pomblière
- : Notre-Dame de Pré, Gare SNCF
- : Saint-Marcel
- : Centron
- : Montgirod, Centron
- : La Plagne, Macot, Aime
- D 86b : Les Granges